# Walter Harzer
Walter Harzer (Stuttgart-Feuerbach, 29 settembre 1912 – Stoccarda, 29 maggio 1982) è stato un militare tedesco delle Waffen-SS, pluridecorato.

## Storia
Si arruolò nelle Politische Bereitschaft, le squadre di pronto intervento politico delle SS, nella primavera del 1933, e nell'ottobre 1933 anche nella Wehrmacht. Nel marzo del 1934 si unì alle SS-Verfügungstruppe diplomandosi alla SS-Junkerschule a Bad Tölz nel 1936 per poi passare nella SD-Hauptamt e infine nella SS-Standarte Deutschland.
In seguito allo scoppio della seconda guerra mondiale prese parte all'invasione della Polonia e poi divenne istruttore tattico alla SS-Junkerschule Braunschweig e più tardi alla SS-Unterführerschule Radolfzell.
Fu promosso Obersturmbannführer (tenente colonnello) il 30 gennaio del 1944 e messo al comando della 9. SS-Panzerdivision "Hoenstaufen" poi coinvolta nella battaglia di Arnhem. Poi capo di stato maggiore del V corpo d'armata alpino SS e comandante, col grado di Standartenführer della 4. SS-Polizei-Panzergrenadier-Division. Promosso Oberführer il 20 aprile 1945, si arrese con la sua divisione agli statunitensi l'8 maggio 1945. Dopo la guerra fu membro di una associazione di veterani e storico militare. Morì d'infarto a Stoccarda il 29 maggio 1982.

## Riconoscimenti
- Croce di Cavaliere della Croce di Ferro di seconda (1939) e prima classe (1941)[1]
- Distintivo dei feriti in nero
- Infanterie Sturmabzeichen distintivo d'assalto per fanteria[1]
- Croce di Ferro 1944[1]
- Croce Tedesca d'oro (1944)[1]
- Medaglia del fronte orientale (1942)[1]
- Anello d'onore delle SS[1]
- Medaglia della Sudetenland con barra del castello di Praga[1]
- Medaglia commemorativa dell'Anschluss Die Medaille zur Erinnerung an den 13. März 1938 concessa per l'annessione dell'Austria[1]
- Medaglia di lungo servizio nelle SS[1]
- Medaglia di lungo servizio nelle NSDAP in bronzo[1]